# Coupe d'Espagne de cyclisme sur route 2019
Navigation
Coupe d'Espagne 2020
La Coupe d'Espagne de cyclisme sur route 2019 est la 1re édition de la Coupe d'Espagne de cyclisme sur route. Elle débute le 31 janvier 2019 avec le Trofeo Ses Salines et se termine le 15 septembre 2019 avec le Tour d'Espagne. Le vainqueur est l'Espagnol Alejandro Valverde de l'équipe Movistar. 
Prévu le 7 avril, le Tour de La Rioja est annulé.

## Attribution des points
Sur chaque course, les 20 premiers coureurs marquent des points et le coureur marquant le plus de points au total est considéré comme le vainqueur de la Coupe d’Espagne. Seuls les coureurs espagnols et les coureurs étrangers des équipes espagnoles marquent des points correspondant à leur classement réel dans chaque épreuve.
Sur chaque course par étapes, les points sont attribués avec le barème suivant :
| Position | 1   | 2  | 3  | 4  | 5  | 6  | 7  | 8  | 9  | 10 | 11 | 12 | 13 | 14 | 15 | 16 | 17 | 18 | 19 | 20 |
| Points   | 100 | 90 | 80 | 70 | 60 | 55 | 50 | 45 | 40 | 35 | 30 | 25 | 20 | 15 | 10 | 8  | 6  | 4  | 2  | 1  |

Sur chaque course d'un jour, les points sont attribués avec le barème suivant :
| Position | 1  | 2  | 3  | 4  | 5  | 6 | 7 | 8 | 9 | 10 |
| Points   | 50 | 40 | 30 | 20 | 10 | 8 | 6 | 4 | 2 | 1  |

Lors du championnat d'Espagne, les points sont attribués avec le barème suivant :
| Position | 1  | 2  | 3  | 4  | 5  | 6  | 7  | 8  | 9  | 10 | 11 | 12 | 13 | 14 | 15 | 16 | 17 | 18 | 19 | 20 |
| Points   | 80 | 75 | 70 | 65 | 60 | 55 | 50 | 45 | 40 | 35 | 30 | 25 | 20 | 15 | 10 | 8  | 6  | 4  | 2  | 1  |

Lors de chaque étape, les points sont attribués avec le barème suivant :
| Position | 1  | 2  | 3 | 4 | 5 | 6 | 7 | 8 | 9 | 10 |
| Points   | 15 | 10 | 8 | 7 | 6 | 5 | 4 | 3 | 2 | 1  |

## Résultats
| #   | Date                 | Course                                             | Vainqueur          | Équipe                 | Leader du classement individuel |
| --- | -------------------- | -------------------------------------------------- | ------------------ | ---------------------- | ------------------------------- |
| 1re | 31 janvier           | Trofeo Ses Salines-Campos-Porreres-Felanitx (2019) | Jesús Herrada      | Cofidis                | Jesús Herrada                   |
| 2e  | 1er février          | Trofeo Andratx Lloseta (2019)                      | Emanuel Buchmann   | Bora-Hansgrohe         | Jesús Herrada                   |
| 3e  | 2 février            | Trofeo de Tramuntana Soller-Deia (2019)            | Tim Wellens        | Lotto-Soudal           | Jesús Herrada                   |
| 4e  | 3 février            | Trofeo Palma (2019)                                | Marcel Kittel      | Katusha-Alpecin        | Jesús Herrada                   |
| 5e  | 6-10 février         | Tour de la Communauté valencienne (2019)           | Ion Izagirre       | Astana                 | Alejandro Valverde              |
| 6e  | 25-31 mars           | Tour de Catalogne (2019)                           | Miguel Ángel López | Astana                 | Alejandro Valverde              |
| 7e  | 6 avril              | Grand Prix Miguel Indurain (2019)                  | Jonathan Hivert    | Direct Énergie         | Alejandro Valverde              |
| -   | 7 avril              | Tour de La Rioja                                   | Annulé             | Annulé                 | Alejandro Valverde              |
| 8e  | 8-13 avril           | Tour du Pays basque (2019)                         | Ion Izagirre       | Astana                 | Ion Izagirre                    |
| 9e  | 14 avril             | Klasika Primavera (2019)                           | Carlos Betancur    | Movistar               | Ion Izagirre                    |
| 10e | 26-28 avril          | Tour de Castille-et-León (2019)                    | Davide Cimolai     | Israel Cycling Academy | Ion Izagirre                    |
| 11e | 3-5 mai              | Tour des Asturies (2019)                           | Richard Carapaz    | Movistar               | Ion Izagirre                    |
| 12e | 10-12 mai            | Tour de la communauté de Madrid (2019)             | Clément Russo      | Arkéa-Samsic           | Ion Izagirre                    |
| 13e | 17-19 mai            | Tour d'Aragon (2019)                               | Eduard Prades      | Movistar               | Ion Izagirre                    |
| 14e | 25 juillet           | Classique d'Ordizia (2019)                         | Rafael Valls       | Movistar               | Ion Izagirre                    |
| 15e | 31 juillet           | Circuit de Getxo (2019)                            | Jon Aberasturi     | Caja Rural-Seguros RGA | Ion Izagirre                    |
| 16e | 3 août               | Classique de Saint-Sébastien (2019)                | Remco Evenepoel    | Deceuninck-Quick Step  | Ion Izagirre                    |
| 17e | 13-17 août           | Tour de Burgos (2019)                              | Iván Sosa          | Ineos                  | Ion Izagirre                    |
| 18e | 24 août-15 septembre | Tour d'Espagne (2019)                              | Primož Roglič      | Jumbo-Visma            | Alejandro Valverde              |

## Classement
| Pos. | Coureur            | Équipe                        | Points |
| ---- | ------------------ | ----------------------------- | ------ |
| 1    | Alejandro Valverde | Movistar                      | 454    |
| 2    | Ion Izagirre       | Astana                        | 407    |
| 3    | Nairo Quintana     | Movistar                      | 279    |
| 4    | Jonathan Lastra    | Caja Rural-Seguros RGA        | 259    |
| 5    | Alexander Aranburu | Caja Rural-Seguros RGA        | 239    |
| 6    | Óscar Rodríguez    | Euskadi Basque Country-Murias | 222    |
| 7    | Eduard Prades      | Movistar                      | 197    |
| 8    | Enric Mas          | Deceuninck-Quick Step         | 189    |
| 9    | Richard Carapaz    | Movistar                      | 184    |
| 10   | Jesús Herrada      | Cofidis                       | 178    |